# Jardines de Sabatini
Los jardines de Sabatini se encuentran situados frente a la fachada norte del Palacio Real de Madrid (España), entre la calle de Bailén y la cuesta de San Vicente. Ocupan una superficie de 2,66 hectáreas.

## Características
Estos jardines fueron construidos en la década de 1930 tras la proclamación de la Segunda República, en el lugar que ocupaban las reales caballerizas construidas en el siglo XVIII por el arquitecto italiano Francesco Sabatini junto al palacio.
El Gobierno de la República ordenó la incautación de diferentes bienes del Patrimonio Real, entre ellos éste, cediéndolo al Ayuntamiento de Madrid para poder levantar un parque público. El proyecto fue adjudicado al arquitecto zaragozano Fernando García Mercadal tras resultar ganador en el concurso convocado. En 1933, comenzó la demolición de los edificios de las caballerizas y se inició la construcción de los jardines, que fueron definitivamente completados a fines de los años setenta. Fueron abiertos al público en 1978 por el rey Juan Carlos I.
Los jardines tienen un estilo formal neoclásico, que consiste en setos bien podados, en patrones geométricos simétricos, adornados con un estanque, estatuas y fuentes, con árboles también dispuestos en una forma geométrica simétrica. Las estatuas son las de los reyes españoles, que originalmente no estaban destinadas a adornar un jardín, sino para decorar el palacio adyacente. El tranquilo conjunto es un pacífico rincón desde el que observar el palacio. En 1972 se reformaron los jardines, construyéndose las escaleras monumentales.